# Parafia Matki Bożej Różańcowej w Miechowie-Charsznicy
Parafia Matki Bożej Różańcowej – parafia rzymskokatolicka w Miechowie-Charsznicy, diecezji kieleckiej, dekanatu miechowskiego. Mieści się przy ulicy Młyńskiej. Duszpasterstwo w niej prowadzą księża diecezjalni.

## Historia
Pierwsze wzmianki o Charsznicy pojawiły się w 1262 roku o zatwierdzeniu dziesięciny dla klasztoru bożogrobców w Miechowie. Pod koniec XIX wieku powstała gorzelnia i odlewnia żeliwa. W 1919 roku założono szkołę powszechną. 
Kościół w Chodowie pochodzący z XV wieku był zamknięty i wieś należała do parafii w Tczycy, a mieszkańcy Szarkówki należeli do kościoła w Szreniawie. Dziedzic Antoni Malatyński zorganizował pierwsze nabożeństwa. Po I wojnie światowej mieszkańcy Chodowa i Charsznicy podjęli decyzję o budowie wspólnego kościoła w Charsznicy. 24 grudnia 1931 pożar zniszczył zabytkowy kościół w Chodowie i od tej pory nabożeństwa były odprawiane w świetlicy kolejowej w Charsznicy, a budowę kościoła przeniesiono do Chodowa. Dziedzic odpowiadając na prośby wiernych udostępnił własny magazyn na urządzenie kaplicy, w której odprawiano nabożeństwa majowe i październikowe. W latach 1932–1933 w Charsznicy zbudowano kaplicę z fundacji dziedzica Antoniego Malatyńskiego. 10 maja 1937 została poświęcona kaplica na stacji Charsznica. 21 lipca 1938 kaplica została przekazana na własność parafii w Chodowie. 
W 1970 roku do Charsznicy przybył ks. Ludwik Michalik. 30 września 1976 roku bp Jan Jaroszewicz erygował parafię pw. MB Różańcowej. Z inicjatywy ks. Ludwika Michalika w roku 1977 powstała orkiestra parafialna, a 5 lat później Ochotnicza Straż Pożarna. Ksiądz był również inicjatorem budowy kanalizacji sanitarnej w miejscowości Miechów - Charsznica. W latach 1982–1986 zbudowano nowy kościół. 15 maja 1983 bp Stanisław Szymecki poświęcił kamień węgielny. Konsekracja kościoła odbyła się w 1996 roku i dokonał jej bp Kazimierz Ryczan.    
Ołtarz główny oraz wiele rzeźb w kościele wykonał lokalny artysta Franciszek Zaręba.
W kościele znajdują się relikwie św. Faustyny Kowalskiej. Do 2008 roku w Charsznicy mieszkał dziekan dekanatu miechowskiego, ks. Ludwik Michalik.   
Obecnie w skład parafii wchodzą miejscowości:   Miechów-Charsznica   (część), Ciszowice, Szarkówka, Charsznica, Uniejów-Kolonia (część), Witowice (część). Na terenie parafii działa Dom Opieki  - Caritas Diecezji Kieleckiej założony przez ks. Ludwika Michalika. W krypcie pod kościołem od 1988 roku znajdują się prochy Antoniego Malatyńskiego, jego żony Jadwigi i ich syna. Na terenie parafii znajduje się kaplica pw. św. Feliksa w Szarkówce. Powołania kapłańskie z terenu parafii: ks. Józef Pluta (1933), ks. Wincenty Banach (1938), ks. Józef Kruszec (1958) i ks. Bogdan Adamus (1991).

## Proboszczowie
- 1976–2008 – ks. Ludwik Michalik (zm. 2024)[7]
- 2008–2009 – ks. Czesław Parkita
- 2009–2016 – ks. Krzysztof Irla
- od 2016 – ks. Mariusz Kwaśniewski